# 结膜

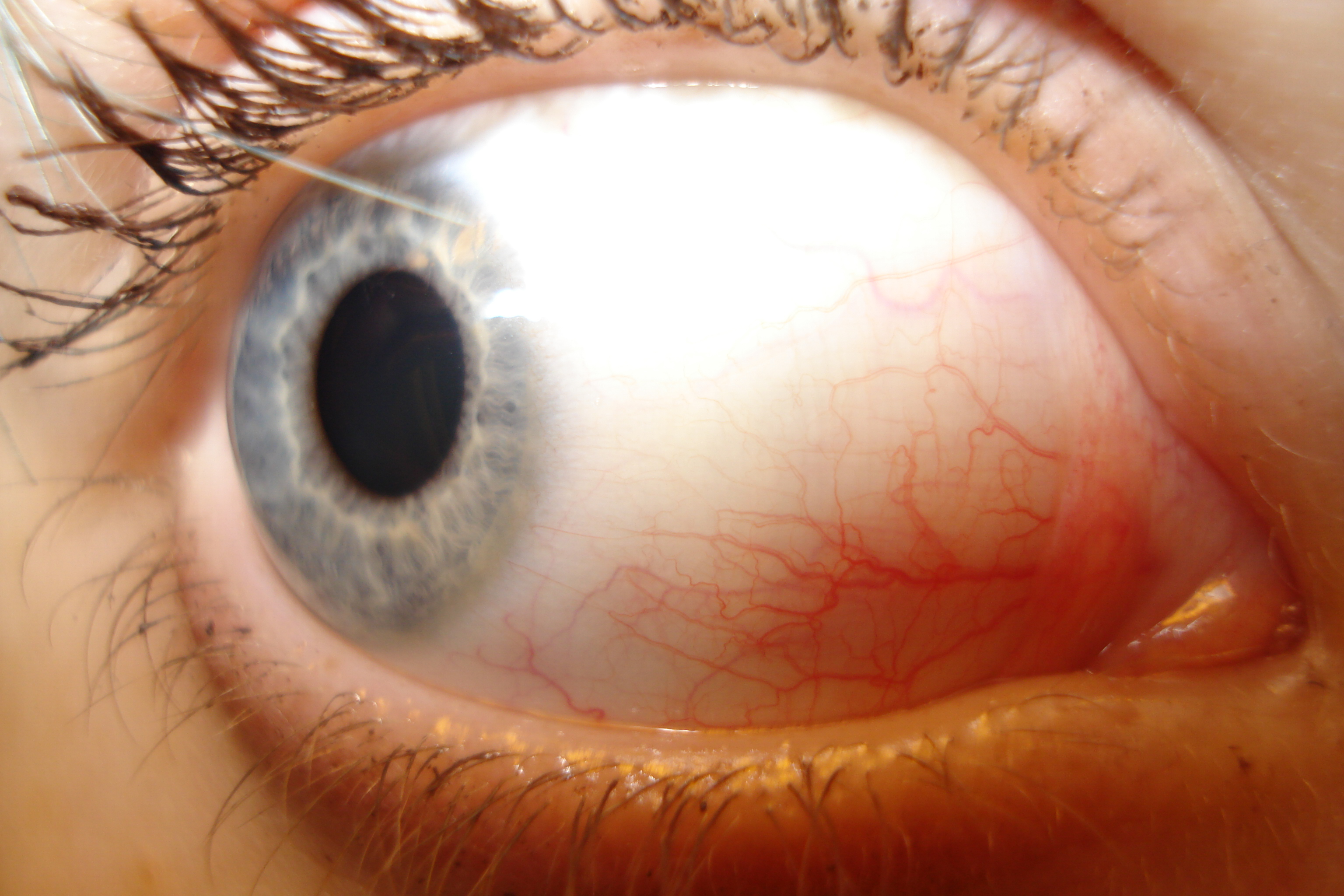
人眼，示结膜充血

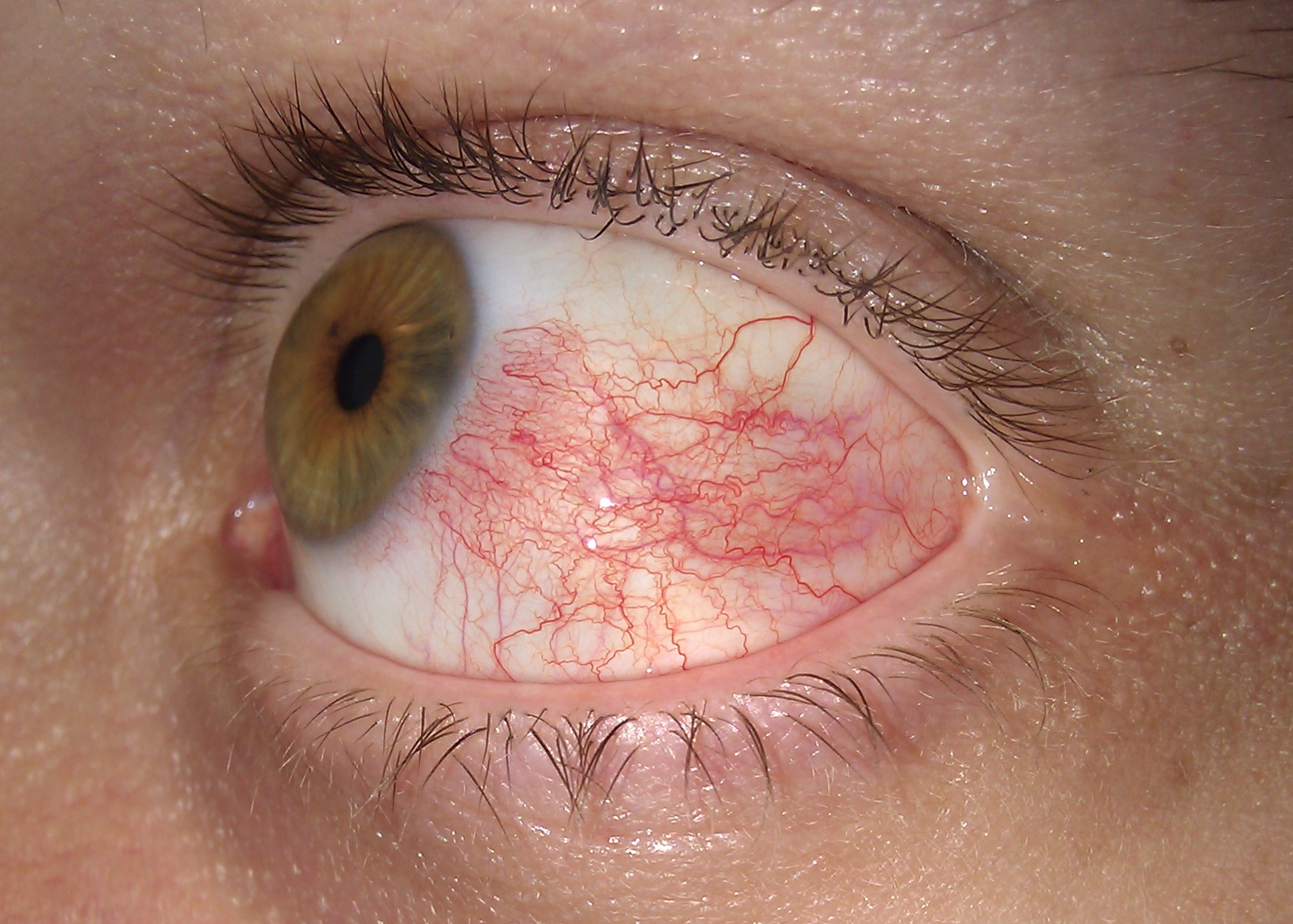
示结膜上表面充血

结膜（英語：Conjunctiva）為眼部的一部份，位於眼瞼內，並被覆於鞏膜（眼白）表層。結膜在組織學上屬於複層柱狀上皮，並含有杯狀細胞。

## 功能
結膜可分泌黏液和淚液來潤滑眼球，然而其分泌的淚液量比淚腺要少。此外結膜也具有防禦的功能，以防止微生物侵入眼球。

## 解剖
结膜按所在部位分三部分，分别为睑结膜、球结膜、结膜穹窿。
| 部分     | 區域 |
| -------- | --- |
| 睑结膜   | 衬覆于上、下睑内面的部分，与睑板结合紧密。在结膜内表面，可透视深层的小血管和平行排列并垂直于睑缘的睑板腺。                            |
| 球结膜   | 覆盖在眼球的前面，在角膜缘处以眼球筋膜与巩膜紧密结合，並會隨著眼球運動而移動，其他部分连接疏鬆易移动。 在近角膜处，渐渐变为角膜上皮。 |
| 结膜穹窿 | 位于睑结膜与球结膜互相移行处，反折处形成结膜上穹和结膜下穹。 结膜穹窿構造疏鬆且富彈性，使眼球可以自由運動                             |

### 感覺支配
結膜的感覺神經支配分為四個部分：
| 區域     | 神經                                 |
| -------- | ------------------------------------ |
| 上部     | - 上眶神經 - 上滑車神經 - 下滑車神經 |
| 下部     | 下眶神經                             |
| 外部     | 淚神經（源自於顴顏面神經）           |
| 角膜周圍 | 長睫神經                             |

### 組織學
結膜屬於非角質複層柱狀上皮，其中含有分泌性的杯狀細胞。結膜含有血管、纖維組織，以及淋巴管。結膜中的副淚腺則會持續製造淚液中的水狀液部分。結膜中亦含有其他種類的細胞，包含黑色素細胞、淋巴球等等。

## 疾病與症狀
結膜及角膜的疾病為相當常見的疾病，因為結膜是眼球與外睫直接接觸的部分，因此很有可能遭受創傷、感染、化學刺激、過敏反應，以及乾眼症等傷害。
結膜發炎可能源自於感染或自體免疫，稱做結膜炎。發炎的眼睛由於血管擴張，導致眼白處看起來布滿血絲，而呈粉紅色。
結膜刺激的原因則相當廣泛，包含乾眼症，以及外來的揮發性有機物質（VOCs），结膜下毛细血管破裂会造成血液渗入，称为结膜下出血症状。
鉤端螺旋體病則會導致結膜充血，症狀包含無滲出液性的球結膜水腫及紅腫。
隨年齡增長，結膜可能會鬆弛，導致出現結膜褶，此類疾病稱做結膜鬆弛症。
結膜也可能會受到良性或惡性腫瘤的影響。

## 结膜上的增生物
睑结膜含有少量的淋巴滤泡，这常见于下睑睑结膜。在一些情况下这些滤泡会出现中心苍白突起的增生，如沙眼，这些增生会刺激结膜产生炎症，可通过手术的方式处理。
結膜結石是酸性且無固定形狀的透明物質，因結膜受刺激，如乾眼症、砂眼、長時間載隱形眼鏡或經常吹到風砂，日積月累分泌而成的小顆粒。

## 其他圖像

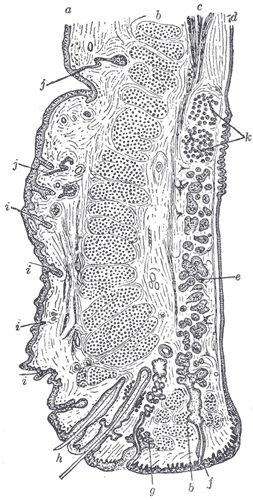
上眼睑矢状切面
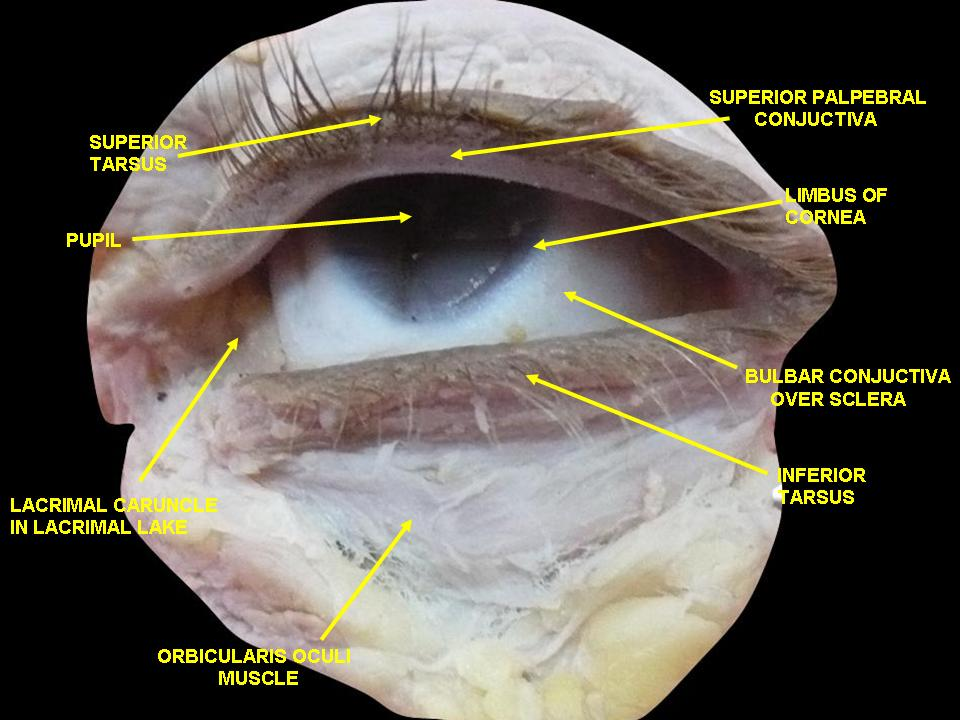
眼外肌肉及神经的深层解剖

## 外部連結
- Medicinenet.com (1999). Conjunctiva （页面存档备份，存于）. Retrieved July 25, 2004.
- MedEd at Loyola medicine/pulmonar/images/anatomy/eyeli.jpg